# Michael Reeves (réalisateur)
Ne doit pas être confondu avec Michael Reaves.
Pour les articles homonymes, voir Michael Reeves.
Michael Reeves (né le 17 octobre 1943 et mort le 11 février 1969 ) est un réalisateur et scénariste anglais. Il est surtout connu pour son film de 1968 Le Grand Inquisiteur (titre original : Witchfinder General). Quelques mois après la sortie du film, il meurt à Londres à l’âge de 25 ans d’une overdose accidentelle d’alcool et de barbituriques.

## Jeunesse et carrière
Reeves naît à Londres le 17 octobre 1943, et est apparenté à la famille fondatrice de l’entreprise de fabrication de peintures Reeves and Sons (en). Il fait ses études à King's Mead et au Radley College, deux écoles privées anglaise, où il se passionne pour le cinéma et fonde son propre club de cinéma scolaire,.
Il travaille dans le milieu du cinéma à divers postes mineurs pour son idole Don Siegel, puis sur Les Drakkars (1964) de Jack Cardiff et Genghis Khan (1965) de Henry Levin. Il part ensuite travailler en Italie avec le producteur Paul Maslansky sur Le Château des morts-vivants (1964), avant de réaliser et coécrire La Sœur de Satan (1966), qui contient une chasse aux sorcières rappelant l’ouverture de Witchfinder General.

## The Sorcerers
De retour en Grande-Bretagne, Reeves réalise son deuxième long-métrage, La Créature invisible (1967). Selon Tom Ryall, « malgré son faible budget, Reeves parvient à tirer des performances remarquables de Boris Karloff et Catherine Lacey en personnes âgées obsédées par les possibilités sexuelles violentes offertes par la société permissive, ainsi que de Ian Ogilvy, dans le rôle du jeune homme devenu leur instrument involontaire. Son thème du contrôle à distance et de l’expérience sensorielle par procuration peut s’interpréter comme un commentaire réflexif sur l’expérience cinématographique ».

## Le Grand Inquisiteur
Reeves est surtout connu pour son troisième et dernier film, Le Grand Inquisiteur. Il n’a que 24 ans lorsqu’il le coréalise et le met en scène,. En 2005, le magazine Total Film classe Le Grand Inquisiteur au 15e rang des plus grands films d’horreur de tous les temps. Réalisé avec un budget modeste en Est-Anglie et adapté du roman de Ronald Bassett (en), Le Grand Inquisiteur raconte l’histoire de Matthew Hopkins, avocat devenu chasseur de sorcières, qui fait chanter et assassine des innocents dans la campagne. Reeves insuffle au film un puissant sentiment de l’impossibilité d’agir moralement dans une société où les conventions sont en ruine. Bien qu’il reprenne certains codes du cinéma d’horreur à petit budget, le film demeure une œuvre particulièrement marquante et évocatrice.
Reeves souhaite confier le rôle principal à Donald Pleasence, mais American International Pictures, cofinanceur du film, impose son acteur vedette Vincent Price. Cela engendre des tensions entre l’acteur et le jeune réalisateur. Une anecdote célèbre rapporte comment Reeves parvient à gagner le respect de Vicent Price : alors que Reeves lui demande sans cesse de jouer plus sobrement, Price explose : « Jeune homme, j’ai tourné dans quatre-vingt-quatre films. Et vous ? » Michael Reeves répond : « Moi, j’en ai fait trois bons ».
Michael continue de pousser Vincent Price à livrer une interprétation brillante et féroce. Ce n’est qu’en découvrant le film terminé que l’acteur comprend l’intention du réalisateur, et tente alors de se réconcilier avec lui. Le Grand Inquisiteur reçoit un accueil critique mitigé à sa sortie, avec notamment une critique virulente d’Alan Bennett dans The Listener (magazine) (en), mais est rapidement réévalué et globalement salué.

## Mort
Michael Reeves meurt à Londres quelques mois après la sortie du film. Alors qu’il travaille sur une adaptation de Le Cercueil vivant, il prend des somnifères. Le matin du 11 février 1969, sa femme de ménage le découvre mort dans sa chambre à Cadogan Place (en), à Knightsbridge, à l’âge de 25 ans. Le rapport du coroner indique une overdose accidentelle de barbiturique, la dose étant trop faible pour laisser supposer une intention suicidaire,.

## Filmographie
| Titre                        | Année | Crédits     | Crédits    | Crédits | Remarques                       | Ref(s) |
| Titre                        | Année | Réalisateur | Scénariste | Autre   | Remarques                       | Ref(s) |
| ---------------------------- | ----- | ----------- | ---------- | ------- | ------------------------------- | ------ |
| Intrusion                    | 1961  | Oui         |            | Oui     | Court-métrage, également acteur | [ 9 ]  |
| Le Château des morts-vivants | 1964  |             |            | Oui     | 2d assistant réalisateur        | [ 10 ] |
| La Sœur de Satan             | 1966  | Oui         |            |         |                                 | ,      |
| La Créature invisible        | 1967  | Oui         | Oui        |         |                                 | ,      |
| Le Grand Inquisiteur         | 1968  | Oui         | Oui        |         |                                 | ,      |

## Projets envisagés
Parmi les projets que Reeves aurait été pressenti pour réaliser, on compte Par un lien de boutons d'or et Le Divin Marquis de Sade. Ces deux films sont finalement réalisés par d’autres. Un film sur l’IRA est également en développement, annoncé par la presse spécialisée comme une future production Tigon, sous le titre O'Hooligan's Mob. Reeves évoque également un projet d’adaptation du roman de Walker Hamilton All The Little Animals, mais ce projet ne dépasse pas le stade de la préproduction.